# Eponina
Eponina es un género de escarabajos longicornios de la subfamilia Lamiinae. Fue descrito por Lane en 1939.

## Especies
- Eponina breyeri (Prosen, 1954)
- Eponina flava Lane, 1939
- Eponina lanuginosa (Martins y Galileo, 1985)
- Eponina metuia Martins y Galileo, 1998
- Eponina nigristernis (Martins y Galileo, 1985)